# ساندرا نج
ساندرا نج (بالصينية: 吳君如) هي مغنية وممثلة صينية، ولدت في 2 أغسطس 1965 بهونغ كونغ في الصين. من الجوائز التي نالتها جائزة الحصان الذهبي لأفضل ممثلة رائدة ‏ سنة 2003.

## جوائز
- جائزة الحصان الذهبي لأفضل ممثلة رائدة [الإنجليزية]‏ (2003)

## وصلات خارجية
- ساندرا نج على موقع IMDb (الإنجليزية)
- ساندرا نج على موقع ألو سيني (الفرنسية)
- ساندرا نج على موقع ميوزك برينز (الإنجليزية)
- ساندرا نج على موقع قاعدة بيانات الفيلم (الإنجليزية)